# Kitsat-1
Kitsat-1 (Coreano: 우리별, ovvero "La nostra stella") è stato il primo satellite artificiale della Corea del Sud. "Kitsat" sta per "Korea Institute of Technology Satellite-1".
È stato progettato dalla SaTReC, con la collaborazione della britannica Università del Surrey per la formazione del personale sudcoreano, e si rifà al satellite UoSAT-5 realizzato da quest'ultima.
Messo in orbita nel 1992 con un razzo vettore Ariane, ha fatto della Corea del Sud la 26ª Nazione ad avere un satellite in orbita e l'ottava in Asia.